# شارلوویل-سو-بوا
شارلوویل-سو-بوا (به فرانسوی: Charleville-sous-Bois) یک کمون در فرانسه است که در Canton of Vigy واقع شده‌است.

## خصوصیات
شارلوویل-سو-بوا ۱۲٫۸۲ کیلومترمربع مساحت و ۲۲۲ نفر جمعیت دارد و ۲۴۵ متر بالاتر از سطح دریا واقع شده‌است.